# Rikako Kobayashi
Rikako Kobayashi  (小林 里歌子  Rikako Kobayashi?,  Hyōgo, Japón; 21 de julio de 1997) es una futbolista japonesa. Juega como delantera en Tokyo Verdy Beleza de la WE League de Japón. Es internacional absoluta con la selección de Japón desde 2019.

## Trayectoria
Luego de su graduación en 2016, fichó en el Tokyo Verdy Beleza. No debutó por el primer equipo del club hasta 2018, debido a una lesión.
El 17 de julio de 2023 fue anunciada como nuevo fichaje del club North Carolina Courage de la liga estadounidense con un contrato por dos años. Sin embargo, debido a una lesión no pudo debutar con el equipo y en marzo de 2024 se anunció su desvinculación de común acuerdo del club. El 8 de julio del mismo año, se anunció que Kobayashi fue contratada por Tokyo Verdy Beleza, marcando su regreso al club.

## Selección nacional
En el 2013, Kobayashi fue seleccionada por la selección de Japón sub-16 que disputó el Campeonato Femenino Sub-16 de la AFC de 2013, donde anotó siete goles y fue la máxima goleadora de aquel torneo que Japón ganó. En 2014 fue convocada a la selección de Japón sub-17 para la Copa Mundial Femenina de Fútbol Sub-17 de 2014. Jugó cinco encuentros y anotó dos goles, Japón ganó esa copa.
Kobayashi fue seleccionada en 2015 para jugar el Campeonato Sub-19 femenino de la AFC de 2015 con la selección sub-19 de Japón. Japón fue campeón y la delantera fue elegida en el equipo ideal del campeonato. El seleccionado clasificó a la Copa Mundial Femenina de Fútbol Sub-20 de 2016, aunque no pudo jugar por una lesión.
En febrero de 2019, Kobayashi fue llamada a la selección de Japón para disputar la Copa SheBelieves 2019. En este torneo, debutó por la absoluta en el encuentro contra Estados Unidos.

## Clubes
| Club                   | País           | Año       |
| ---------------------- | -------------- | --------- |
| Tokyo Verdy Beleza     | Japón          | 2016-2023 |
| North Carolina Courage | Estados Unidos | 2023-2024 |
| Tokyo Verdy Beleza     | Japón          | 2024-act. |

## Estadísticas

### Selección nacional
| selección de Japón | selección de Japón | selección de Japón |
| Año                | PJ                 | G                  |
| ------------------ | ------------------ | ------------------ |
| 2019               | 12                 | 4                  |
| 2021               | 2                  | 0                  |
| 2023               | 2                  | 0                  |
| Total              | 16                 | 4                  |